# Shao Yinpei
Shao Yinpei (chiń. 邵胤培; pinyin Shào Yìnpéi) – chiński brydżysta, World Master (WBF).

## Wyniki brydżowe

### Zawody światowe
W światowych zawodach zdobył następujące lokaty:
| Mistrzostwa Świata. Konkurencja teamów | Mistrzostwa Świata. Konkurencja teamów | Mistrzostwa Świata. Konkurencja teamów     | Mistrzostwa Świata. Konkurencja teamów | Mistrzostwa Świata. Konkurencja teamów | Mistrzostwa Świata. Konkurencja teamów |
| Rok                                    | Miejsce                                | Zawody                                     | Kategoria                              | Drużyna                                | Pozycja                                |
| -------------------------------------- | -------------------------------------- | ------------------------------------------ | -------------------------------------- | -------------------------------------- | -------------------------------------- |
| 2012                                   | Taicang                                | 14. Drużynowe Mistrzostwa Świata Młodzieży | Juniorzy                               | China                                  | 3                                      |
| 2010                                   | Filadelfia                             | 13 Seria Mistrzostw Świata                 | Juniorzy                               | China                                  | 3                                      |
| 2007                                   | Szanghaj                               | 38 Mistrzostwa Świata Teamów               | Trans                                  | Peking University                      | 75                                     |

## Klasyfikacja
- Shao Yinpei – klasyfikacja WBF (ang.)